# كارل ميلز
كارل ميلز (بالسويدية: Carl Milles)‏ (و. 1875 – 1955 م) هو نَحّات، ومهندس معماري، وأستاذ جامعي من السويد . ولد في Knivsta .
وهو عضو في الأكاديمية الملكية للفنون .
توفي في Lidingö .

## أعمال بارزة
من أهم أعماله:
- Diana fountain
- Orpheus' well
- Flygarmonumentet.

## جوائز
حصل على جوائز منها:
- دكتوراه فخرية
- Prince Eugen Medal.

## روابط خارجية
- كارل ميلز على موقع الموسوعة البريطانية (الإنجليزية)
- كارل ميلز على موقع ميوزك برينز (الإنجليزية)
- كارل ميلز على موقع أوليمبيديا (الإنجليزية)